# Paralimosina beckeri
Paralimosina beckeri är en tvåvingeart som först beskrevs av Oswald Duda 1918.  Paralimosina beckeri ingår i släktet Paralimosina och familjen hoppflugor. Inga underarter finns listade i Catalogue of Life.